# Imre Dimény
Imre Dimény (* 3. August 1922 in Komolló, Kreis Covasna, Rumänien; † 15. März 2017 in Budapest) war ein ungarischer Politiker der Partei der Ungarischen Werktätigen MDP (Magyar Dolgozók Pártja) sowie schließlich der Ungarischen Sozialistischen Arbeiterpartei MSZMP (Magyar Szocialista Munkáspárt), der unter anderem zwischen 1967 und 1975 Minister für Landwirtschaft und Ernährung war.

## Leben

### Agrarwissenschaftler, Ministerialbeamter und Parteifunktionär
Der aus einer Bauernfamilie stammende Dimény absolvierte nach dem Besuch einer Grundschule von 1928 bis 1933 im Komitat Háromszék sowie weiterführender Schulen von 1933 bis 1937 in Sepsiszentgyörgy sowie zwischen 1937 und 1941 in Gyergyószentmiklós zwischen 1941 und 1944 ein Studium im Fach Landtechnik an der Universität für Bodenkultur und Veterinärmedizin sowie danach an der Landwirtschaftsschule von Kolosvár, die er 1945 mit einem Diplom abschloss. Danach verzog er als Arbeiter in der Landwirtschaft nach Ungarn und wurde dort 1948 Mitglied der Nationalen Bauernpartei (Nemzeti Parasztpárt) sowie 1949 Berichterstatter im Landwirtschaftsamt von Berettyóújfalu. 1950 übernahm er eine Funktion als Leiter der Landmaschinenstationen im Komitat Szabolcs-Szatmár-Bereg und trat 1951 der Partei der Ungarischen Werktätigen MDP (Magyar Dolgozók Pártja) bei.
Im Anschluss wechselte Dimény 1951 als Mitarbeiter in das Landwirtschaftsministerium, in dem er zunächst Sektionsleiter und später stellvertretender Abteilungsleiter war, ehe er 1954 Vorsitzender des Landwirtschaftsrates im Komitat Hajdú-Bihar wurde. Im September 1955 wurde er Abteilungsleiter im Nationalen Planungsamt (Országos Tervhivatal) und im Anschluss vom 29. August 1960 bis zum 24. November 1962 zunächst stellvertretender Leiter sowie danach zwischen dem 24. November 1962 und dem 3. Dezember 1966 Leiter der Landwirtschaftsabteilung des Zentralkomitees (ZK) der MSZMP. Zugleich wurde er am 24. November 1962 auf dem VIII. Parteikongress erst Kandidat und dann am 3. Dezember 1966 auf dem IX. Parteikongress Mitglied des ZK der MSZMP, dem er bis zum XI. Parteikongress am 22. März 1975 angehörte.
Daneben fungierte er von 1961 bis 1980 als Präsident der Gesellschaft für Agrarökonomie der Gesellschaft der Agrarwissenschaften (Magyar Agrártudományi Egyesület) sowie zugleich zwischen 1963 und 1991 als Erster Vizepräsident der Gesellschaft der Agrarwissenschaften.

### Landwirtschaftsminister, Wirtschaftsreformen der 1960er und 1970er Jahre sowie Hochschullehrer
Nachdem Pál Losonczi am 13. April 1967 Vorsitzender des Präsidialrates und damit Staatspräsident von Ungarn geworden wurde, wurde Dimény dessen Nachfolger als Minister für Landwirtschaft und Ernährung (Mezőgazdasági és Földművelésügyi miniszter) in der Regierung von Ministerpräsident Jenő Fock und bekleidete dieses auch noch für kurze Zeit in der am 15. Mai 1975 gebildeten Regierung von Ministerpräsident György Lázár bis zu seiner Ablösung durch Pál Romány am 4. Juli 1975.
Als Landwirtschaftsminister hatte er Anteil an der zum 1. Januar 1968 begonnenen Wirtschaftsreform, die zu einer weitgehend selbständige Produktionsplanung der Betriebe, materielle Anreize, Liberalisierung der Märkte und Preise sowie Qualitätssteigerung führen. Die Reform leitet vom extensiven zum intensiven Wachstum der Wirtschaft über und macht die ungarische Volkswirtschaft ab 1970 erfolgreicher und international attraktiver. Im November und Dezember 1972 kommt es zu einer Modifizierung der Wirtschaftsreform, die die ungarische Wirtschaft zur erfolgreichsten in den staatssozialistischen Ländern gemacht hatte. Einerseits sollten die Volkswirtschaftspläne im Parlament (Országgyűlés) diskutiert werden, andererseits musste aber auch „Gefahren“ der Marktwirtschaft begegnet werden, zum Beispiel dem Entstehen größerer Einkommensunterschiede, privatwirtschaftlicher Bereicherung oder Überinvestitionen.
Nach seinem Ausscheiden aus der Regierung übernahm Dimény im Juli 1975 eine Professur an der Universität für Gartenbau und Nahrungsmittelindustrie (Kertészeti és Élelmiszeripari Egyetem) und lehrte dort bis 1991. Gleichzeitig war er von Juli 1975 bis Juni 1986 Rektor dieser Universität, die die heutige Abteilung für Abteilung für Lebensmittelwirtschaft der Corvinus-Universität Budapest bildet.
1990 wurde er Mitglied der Ungarischen Akademie der Wissenschaften (Magyar Tudományos Akadémia), deren Ausschuss für Landwirtschaft er bereits seit 1976 als Vorsitzender vorstand.

## Veröffentlichungen
- A gépesítés ökonómiája a mezőgazdaságban, 1971
- Mezőgazdaságunk és a műszaki fejlesztés, 1973
- Az állattartás gépesítésének ökonómiája, 1973
- A gépesítésfejlesztés ökonómiája a mezőgazdaságban, 1975
- A gépesítésfejlesztés a kertészeti ágazatokban, 1981
- A kertgazdaság vállalati alapjai, 1983
- A kertgazdaság ökonómiai alapjai, 1989
- Élelmiszergazdasági erőforrások hatékonyságának javítása, 1992
- A mezőgazdaság szerepe a halmozottan hátrányos helyzetű térségek fejlesztésénél, 1999